# Oberelfringhausen
Oberelfringhausen ist ein Stadtteil von Hattingen im Ennepe-Ruhr-Kreis, Nordrhein-Westfalen. Der Stadtteil geht auf eine mittelalterliche und frühneuzeitliche Bauerschaft gleichen Namens zurück und war im 19. Jahrhundert eine eigenständige Landgemeinde.

## Lage und Beschreibung
Oberelfringhausen liegt am südlichen Rand Hattingens an der Stadtgrenze zu Sprockhövel, Wuppertal und Velbert und ist Teil des Naherholungsgebiets Elfringhauser Schweiz. Der dünn besiedelte Stadtteil wird von dem Felderbach durchflossen. Die westliche Grenze bildet der Deilbach, nördlich liegt Niederelfringhausen und östlich Oberstüter.
Orte und Wohnplätze in Oberelfringhausen sind Am Hedt, Am Loh, Auerhof, Auf der Kuhle, Bärensiepen, Bärwinkel, Beek, Dunk, Espe, Fahrentrappe, Flehinghaus, Höhbusch, Im Stemm, In der Egge, Kieper, Koten Kühls, Kühlsmark, Liftermann, Lindenhof, Melbeck, Oberste Vorth, Plätzken und Ravenacks.

## Geschichte
Die Bauerschaft Elfringhausen war Teil des mittelalterlichen und frühneuzeitlichen Amts Blankenstein und des Hochgerichts Schwelm der Grafschaft Mark. Nach der Eroberung durch Napoleon Bonaparte wurde die Grafschaft Mark von dessen Schwager Joachim Murat am 24. April 1806 zusammen mit dem bereits zuvor annektierten linksrheinischen Herzogtum Kleve, den rechtsrheinischen Herzogtum Berg, den Grafschaften Dortmund, Limburg, sowie dem nördlichen Teil des Fürstentums Münster und weiteren Territorien zu dem Großherzogtum Berg vereint.
Bald nach der Übernahme begann die französische Verwaltung im Großherzogtum neue und moderne Verwaltungsstrukturen nach französischem Vorbild einzuführen. Bis zum 3. August 1806 ersetzte und vereinheitlichte diese Kommunalreform die alten märkischen Ämter und Herrschaften. Sie sah die Schaffung von Départements, Arrondissements, Kantone und Munizipalitäten (ab Ende 1808 Mairies genannt) vor und brach mit den alten Adelsvorrechten in der Kommunalverwaltung. 
Am 14. November 1808 war dieser Prozess nach einer Neuordnung der ersten Strukturierung von 1806 abgeschlossen, die alten Bauerschaften blieben dabei häufig erhalten und wurden als Landgemeinden den jeweiligen Mairies oder Kantonen zugeordnet, darunter auch Oberelfringhausen. Sie war nun Teil der Maire Sprockhövel im Kanton Hattingen im Arrondissement Hagen.
1813 zogen die Franzosen nach der Niederlage in der Völkerschlacht bei Leipzig aus dem Großherzogtum ab und es fiel ab Ende 1813 unter die provisorische Verwaltung durch Preußen im sogenannten Generalgouvernement zwischen Weser und Rhein, die es 1815 durch die Beschlüsse des Wiener Kongresses endgültig zugesprochen bekamen. Mit Bildung der preußischen Provinz Westfalen 1815 wurden die vorhandenen Verwaltungsstrukturen im Großen und Ganzen zunächst beibehalten und unter Beibehaltung der französischen Grenzziehungen in preußische Landkreise, Bürgermeistereien und Gemeinden umgewandelt. Oberelfringhausen, Bestandteil des oberen Hattinger Landkirchspiels, wurde der Bürgermeisterei Hattingen im Kreis Bochum zugewiesen, 
1818 lebten 302 Einwohner in Oberelfringhausen. Am 1. Januar 1819 kam Oberelfringhausen vom Kreis Bochum zum Landkreis Hagen und wurde am 1. April 1826 wieder zum Kreis Bochum zurückgegeben. Laut der Ortschafts- und Entfernungs-Tabelle des Regierungs-Bezirks Arnsberg besaß Oberelfringhausen 1839 eine Einwohnerzahl von gesamt 515, die sich in 33 katholische und 482 evangelische Gemeindemitglieder aufteilte. Die Wohnplätze der Bürgermeisterei umfassten zusammen zwei öffentliche Gebäude, 55 Wohnhäuser, eine Fabrik oder Mühle und 65 landwirtschaftliche Gebäude. Im Rahmen der Einführung der Landgemeinde-Ordnung für die Provinz Westfalen wurden die Bürgermeisterei Hattingen 1844 in ein Amt überführt.
Nach Abspaltung vom Kreis Bochum bildete Hattingen einen eigenen Kreis, in den Oberelfringhausen eine von 28 Landgemeinden war. Das Gemeindelexikon für die Provinz Westfalen von 1887 gibt für die Landgemeinde Oberelfringhausen eine Fläche von (725 ha) an, die sich in 237 ha Ackerland, 61 ha Wiesen und 387 ha Wald unterteilten.
Das Gemeindelexikon für die Provinz Westfalen von 1897 gibt für Ober-Elfringhausen zehn Wohnplätze mit zusammen 76 Wohnhäusern und 85 Haushaltungen an. Die Einwohnerzahl betrug 523 (570 evangelischen und sieben katholischen Glaubens). Die Ausgabe von 1909 gibt 65 Wohnhäuser und 74 Haushaltungen an. Die Einwohnerzahl betrug 477 (467 evangelischen und zehn katholischen Glaubens).
Am 1. August 1929 ging der Kreis Hattingen mit seinem Ämtern und Gemeinden in dem neu gegründeten Ennepe-Ruhr-Kreis auf, darunter auch das Amt Hattingen. Am 1. Januar 1970 wurde die Landgemeinde Oberelfringhausen aufgrund des Gesetzes zur Neugliederung des Ennepe-Ruhr-Kreises im Rahmen der kommunalen Neugliederung in Nordrhein-Westfalen zusammen mit Blankenstein, Bredenscheid-Stüter, Niederelfringhausen, Oberstüter und Winz in die Stadt Hattingen eingemeindet und das Amt Hattingen aufgelöst.